# Simon Mawer
Simon Mawer (výslovnost: [ˈsaɪmən ˈmɔːɚ]IPA; 18. září 1948 Anglie – 12. února 2025) byl anglický spisovatel žijící v Itálii.

## Osobní život a kariéra
Po ukončení střední školy v Somersetu absolvoval zoologii na Brasenose College Oxfordské univerzity. Většinu života pracoval jako učitel biologie postupně ve Spojeném království, na Maltě, Kypru a v Itálii.
První román Chimera (Hamish Hamilton, 1989; česky: Chiméra) vydal ve třiceti devíti letech. Kniha získala McKitterickovu cenu v kategorii britských prvotin. Po dalších třech knihách přišel román Mendel's Dwarf (Mendelův trpaslík), jenž mu přinesl všeobecnou známost. The New York Times ji označil za jednu z nejlepších knih roku. Filmová práva k ní drží Barbra Streisandová. Následovaly The Gospel of Judas (Jidášovo evangelium) a The Fall, která znamenala zisk Boardman–Taskerovy ceny pro rok 2003.
Román Swimming to Ithaca je inspirován jeho dětstvím prožitým na Kypru. Poté učinil další výpad na pole literatury faktu, když společně s chicagským Fieldsovým muzeem vydal dílo Gregor Mendel: Planting the Seeds of Genetics, jehož části odpovídají názvům soudobé expozice muzea.
V roce 2009 vyšla kniha The Glass Room (Skleněný pokoj) pojednávající o osudech funkcionalistické vily v Československu od roku 1928. Inspirací pro příběh se stal osud brněnské vily Tugendhat a dramatický život jejích majitelů. Kniha získala nominaci na nejprestižnější knižní ocenění anglofonního světa Man Bookerovu cenu. Jako divadelní hru román v roce 2015 zpracoval režisér Stanislav Moša pro Městské divadlo Brno. V roce 2018 román pod stejným názvem zfilmoval režisér Julius Ševčík.
Dobrodružný román Dívka, která spadla z nebe z roku 2012, zasazený do druhé světové války, získal pozitivní kritiku, když byl označen za „profesionálně odvedený a poutavý příběh“, a také za „zručně a inteligentně provedený thriller“. V roce 2015 pak napsal navazující příběh bilingvální agentky v knize Provazochodkyně. Roku 2018 vydal Pražské jaro, příběh spojující dvě dějové linie z léta 1968, s důrazem na pražské události a invazi vojsk Varšavské smlouvy do Československa.

## Soukromý život
Od roku 1977 žije v Itálii, na římské Britské mezinárodní škole sv. Jiří přednáší biologii. Je ženatý a má dvě děti.

### Původní vydání
- Chimera (1989)
- A Place in Italy (1992)
- The Bitter Cross (1992)
- A Jealous God (1996)
- Mendel's Dwarf (1997)
- The Gospel of Judas (2000)
- The Fall (2003)
- Swimming to Ithaca (2006)
- Gregor Mendel: Planting the Seeds of Genetics (2006)
- The Glass Room (2009)
- The Girl Who Fell from the Sky (2012)
- Tightrope (2015, navazuje na The Girl Who Fell from the Sky)
- Prague Spring (2018)

### Česká vydání
- Jidášovo evangelium. Praha : Olympia, 2008.
- Skleněný pokoj. Zlín : Kniha Zlín, 2009.
- Mendelův trpaslík. Zlín : Kniha Zlín, 2010.
- Dívka, která spadla z nebe. Zlín : Kniha Zlín, 2012.
- Pád. Zlín : Kniha Zlín, 2013.
- Evangelium podle Jidáše (nový překlad titulu Jidášovo evangelium). Zlín : Kniha Zlín, 2014.
- Provazochodkyně. Zlín : Kniha Zlín, 2016.
- Pražské jaro. Zlín : Kniha Zlín, 2018, překlad Lukáš Novák.[8]

## Nominace a ocenění
- 1990 McKitterickova cena za románovou prvotinu, Chimera
- 2003 Boardman-Taskerova cena, Pád
- 2009 Man Bookerova cena, nominace – užší výběr, Skleněný pokoj
- 2010 Walter-Scottova cena, nominace – užší výběr, Skleněný pokoj
- 2016 Walter-Scottova cena, vítěz – Provazochodkyně[9]